# Penny Lover
Penny Lover ist ein Lied von Lionel Richie aus dem Jahr 1983, das er mit seiner Ex-Frau Brenda Harvey Richie schrieb und mit James Anthony Carmichael produzierte.

## Geschichte
Penny Lover wurde im September 1984 weltweit veröffentlicht. Das Lied wurde als fünfte Single aus dem Album Can’t Slow Down ausgekoppelt. Es wurde in einigen Ländern wie Deutschland (Platz 37), Niederlande (Platz 14) und Neuseeland (Platz 30) recht erfolgreich. Genauso wie Stuck on You erlangte auch dieser Song in den Vereinigten Staaten kommerziell großen Erfolg: er platzierte sich in den Billboard-Hot-100-Charts auf Platz acht, in den Billboard-Hot-R&B/Hip-Hop-Charts ebenfalls auf Platz acht und in den Billboard-Hot-Adult-Contemporary-Charts auf Platz eins. 
Der Song ist 3:46 Minuten lang. Auf der B-Seite befindet sich das Stück Tell Me. 
Im Billboard-Magazin wurde Penny Lover als „eine weitere, unfehlbar effektive, allgemein ansprechende Ballade“ beschrieben. Allmusic bezeichnete Penny Lover wie die weiteren Balladen des Albums als „glatt“, aber „überzeugend“. Das Stück wurde auf der Webseite als „Track Pick“, als ausgewähltes Stück aus dem Album genannt.

## Musikvideo
Beim Musikvideo wurde von Bob Giraldi Regie geführt, der dies auch bei Running with the Night und Hello tat. Das Video zeigt Richie in einem Nachtclub, wo er Klavier spielt und das Stück umhergehend singt, sowie in weiteren Szenen mit einer Frau kuschelnd.

## Coverversionen
- 1997: Luther Vandross
- 1998: Sly & Robbie
- 1999: Steve Perry
- 2006: Eamon